# Tryckfrihetsförordningen

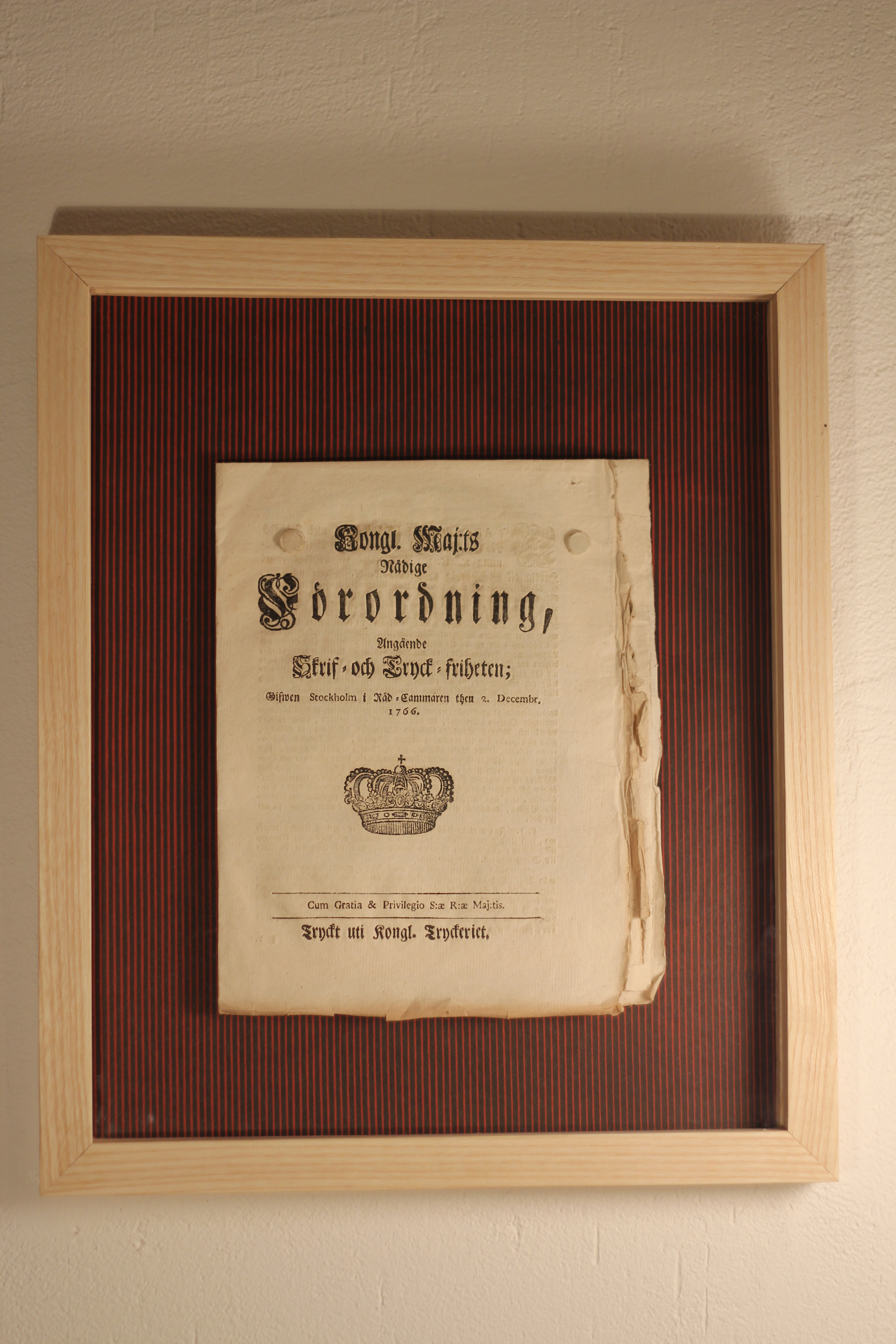
Oskuret original av Tryckfrihetsförordningen från år 1766.

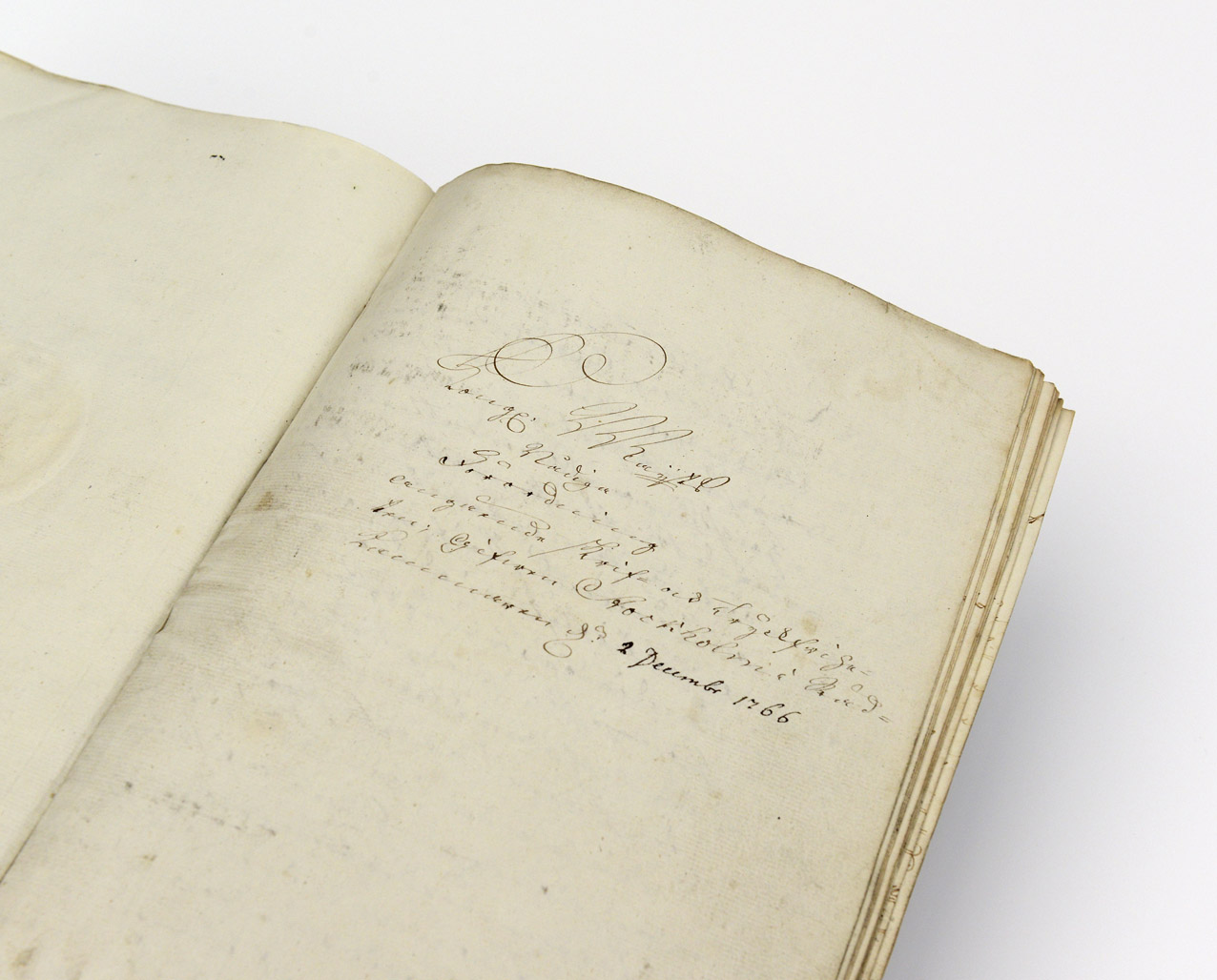
Angående Skrif- och Tryckfriheten. Gifwen Stockholm i Råd-Cammaren then 2. Decembr. 1766

Tryckfrihetsförordningen (1949:105) (TF) är en av Sveriges grundlagar och antogs 1949. Den berör frågor gällande tryckfrihet, grundlagsskydd för vissa medier, och innehåller även offentlighetsprincipen. Tryckfrihetsförordningen är tillsammans med yttrandefrihetsgrundlagen en av de två så kallade mediegrundlagarna i Sverige. Grundlagen har sitt ursprung i 1766 års svenska tryckfrihetsförordning, som innehöll världens första lagfästa tryckfrihet.
Att grundlagen betecknas som förordning kan vara missvisande då det sedan 1975 används för regeringens styrmedel (se mer om historiken bakom det i artikeln om förordning).

## Historik

### Frihetstiden och 1766 års tryckfrihetsförordning
Under frihetstiden samlades en stor del av den politiska makten hos rikets ständer med de konkurrerande partierna hattar och mössor. Detta öppnade för en mer dynamisk politisk diskussion. Vid riksdagen 1760–1762 tillsattes därför ett utskott som skulle utreda formerna för att införa tryckfrihet. Utskottet hann inte avsluta sitt arbete, men frågan återkom vid nästa riksdag, 1765–1766. Ett nytt utskott, där den österbottniske prästen Anders Chydenius var en av de drivande krafterna, arbetade fram en förordning. Chydenius uteslöts dock från prästeståndet i juli 1766 och var inte med då förordningstexten slutredigerades eller då lagen antogs under hösten. Andra som deltog i utskottet var bland andra bonden Henrik Paldanius, biskopen Anders Forssenius, borgmästaren Leonard De la Rose, biskopen Carl Fredrik Mennander, friherre Christoffer von Kochen, kanslirådet Carl Nordenflycht och ordföranden för utskottet; friherre Gustaf Reuterholm.
I oktober röstade bönderna och borgarna för att anta förordningen medan adeln röstade emot. Beslutet vilade då på prästeståndet, som röstade ja på villkor att förhandscensuren behölls för teologiska skrifter. Förordningen vann laga kraft genom kung Adolf Fredriks signatur den 2 december. Med lagen infördes även offentlighetsprincipen, som skulle ge allmänheten insyn i myndigheternas och de politiska organens arbete. Vissa frågor var undantagna från tryckfriheten och kunde ligga till grund för åtal. Det var bland annat angrepp på den rena evangeliska läran, klandrande av grundlagarna, ärekränkningar och osedlighet.
Chydenius sa vid riksdagen 1765–1766 om tryckfriheten att:
| ” | Det behöfwer intet bewis att en billig skrif- och Tryckfrihet är en af de fastaste grundpelare, som ett fritt Regimente kan äga bestånd uppå: ty annars kunna Ständer aldrig äga erforderlig kundskap, att stifta goda Lagar; Lagskipare ingen Controll att följa dem i sina Ämbeten, och lydande föga kundskap om Lagens fordringar, Ämbetsmanna magtens gräntsor och sina egna skyldigheter: Lärdom och wett kufwas, grofhet i tanckesätt, tal och seder winna burskap och ett fasande mörcker följa innan några År, öfwer hela wår frihets himmel. | „ |

Med 1766 års tryckfrihetsförordning infördes den första lagfästa tryckfriheten i världen. I England hade censuren avskaffats redan 1694 och i Nederländerna tillämpades den förhållandevis liberalt. Det fanns dock inget lagskydd för boktryckarna, som i efterhand kunde straffas tillsammans med författarna om en skrift ansågs strida mot lagen. Vad som var åtalbart definierades inte tydligt i lag, utan skiftade med de politiska konjunkturerna. Den svenska tryckfrihetsförordningen följde däremot den så kallade exklusivitetsprincipen, som innebar att enbart de undantag som var tydligt angivna i lagen kunde ligga till grund för åtal. Den införde också ensamansvaret, som sade att författaren var ensamt ansvarig för sina skrifter. Boktryckaren kunde bara åtalas om han inte kunde eller ville namnge författaren. Detta är ursprunget till det senare systemet med ansvarig utgivare.
Följderna av tryckfrihetsförordningen blev en kraftig utökning av den tryckta politiska opinionsbildningen och en intensifierad och radikaliserad politisk debatt.

### Gustav III:s revideringar
Med Gustav III:s statskupp 1772 blev det oklart om tryckfrihetsförordningen från 1766 var gällande eller inte. I förordningen stod att "thenne utstakade Skrif- och Tryckfrihets oswikeliga bestånd äga att then fullkomliga trygghet som en oryggelig Grundlag medförer". Genom 39 § i 1772 års regeringsform avskaffades alla grundlagar som tillkommit sedan 1680. Gustav III konstaterade i januari 1773, i ett struket uttalande i riksrådets protokoll, att skriv- och tryckfriheten inte kunde anses ha avskaffats, i och med att något censorsämbete inte inrättats och ingen betagits att i nyttiga ämnen och vetenskaper skriva och trycka sådant som kunde tjäna till upplysning och inbördes uppbyggelse. Osäkerheten kring tryckfrihetsförordningens giltighet (justitiekanslern Liliestråle ansåg att den fortfarande var giltig) fann kungen vara nyttig, i och med att den förorsakade villrådighet och fruktan hos dem som ville missbruka situationen. Något aktivt avskaffande av offentlighetsprincipen skedde inte heller. Kungen, som konstaterade att rättegångsprotokoll från riksrådet hade fått lämnas ut för tryckning sedan den nya regeringsformen antogs, stadgade i juli 1773 särskilt att handlingar i mål mellan enskilda i Justitierevisionen "genast" skulle lämnas ut för tryckning på begäran.
Oklarheten kring rättsläget föranledde Svea hovrätt och senare riksrådet att på hösten 1773 fråga kungen om 1766 års tryckfrihetsförordningen fortfarande var gällande eller ej. Den 26 april 1774 svarade kungen att förordningen förvisso var upphävd i och med 1772 års regeringsform, men att tryckfrihet principiellt var nyttig för riket. Mot denna bakgrund utfärdade Gustav III därför en förnyad tryckfrihetsförordning.
I stora stycken var den nya tryckfrihetsförordningen bara en redigering av den föregående, men genom små och betydelsefulla förändringar ändrade kungen dess innebörd. I den tidigare tryckfrihetsförordningen hade allt varit tillåtet att trycka som inte var uttryckligen förbjudet. I den nya förordningen var allting potentiellt åtalbart som inte var uttryckligen tillåtet att trycka.
Med 1774 års tryckfrihetsförordning infördes flera straffskärpningar. Skrifter som angrep grundlagarna kunde tidigare straffas med böter på upp till 300 daler silvermynt, men nu infördes dödsstraff som yttersta konsekvens. Samtidigt avskaffades ensamansvaret och vid politiska brott kunde boktryckaren göras medansvarig på samma villkor som författaren. Detta införde en effektiv så kallad boktryckarcensur, alltså att boktryckaren underlät att trycka skrifter av rädsla för att själv straffas. Även offentlighetsprincipen begränsades kraftigt och omfattade till exempel inte längre rådets protokoll. Ytterligare skärpningar av förordningen följde bland annat 1780, 1785 och 1787.
Beträffande offentlighetsprincipen skedde dock även en skärpning till förmån för öppenheten. I 1766 års förordning stadgades, beträffande utlämnande av handlingar, ämbetets förlust "för then, som thetta wägrar eller sig i någor måtto häremot sätter". I 1774 års förordning hade tillagts "eller utdrager thermed på tiden".

### 1792 års tryckfrihetsförordning
Kort efter mordet på Gustav III införde hertig Karl (senare Karl XIII) 1792 en ny tryckfrihetsförordning som författats i hast av kammarherren Gustaf Adolf Reuterholm. Den är en solitär i svensk tryckfrihetshistoria och saknar, som Thomas Thorild påpekade, både definition av brotten och av straffen. Den innebar ändå en viss liberalisering jämfört med Gustav III:s olika lagar som begränsade tryckfriheten, och som infördes bl.a. 1780, 1785 och i samband med riksdagen 1792. Redan i december utfärdade hertig Karl en "Warning" där bestämmelserna om straff i 1-3 §§ i 1774 års tryckfrihetsförordning fastställdes. Boktryckaren skulle "anses lika med Författaren om den tryckte skriften innehåller försök till Grundlagarnas tadlande och angripande". Varningen utfärdades samma dag som nämnde Thorild gav ut Om det allmänna förståndets frihet, och skriften konfiskerades dagen därpå; Thorild dömdes sedermera för skriftens innehåll.
Någon särskild reglering om offentlighetsprincipen fanns inte i 1792 års tryckfrihetsförordning. Det innebär inte att offentlighetsprincipen avskaffades, vare sig i teorin eller i praktiken. Förordningen ansågs innebära en möjlighet att trycka myndigheternas handlingar. När det gäller möjligheten att få ut handlingar för tryckning tillämpade domstolarna 1774 års förordning även under perioden 1792-1809.

### Statsvälvningen 1809 och 1812 års tryckfrihetsförordning
1809 skrevs tryckfriheten in i regeringsformen, i 86 §: "Med Tryckfrihet förstås hwarje Swensk Mans rättighet at, utan några af den offentliga Magten i förwäg lagde hinder, utgifwa skrifter". Just dessa ord formulerades troligen av Carl Gustaf Leopold. (1974 skulle denna formulering brytas ut ur regeringsformen och införas i 1 kap 1 § i vår nuvarande tryckfrihetsförordning.) Rätten att trycka allmänna handlingar slogs fast i samma bestämmelse. 1809 års lagfäder fastställde också att den kommande tryckfrihetsförordningen skulle bli grundlag. I mars 1810 kom så en helt omarbetad förordning, och den innehöll, förutom sedvanlig brottskatalog och stadganden om offentlighet och rättegångsordning, dessutom Sveriges första upphovsrättsliga reglering, om författarens egendomsrätt till sin egen skrift, i 1 § 8 mom.
Redan 1812, under Karl XIV Johan, kom en ny tryckfrihetsförordning som innebar en skärpning av lagarna. Bland annat var det här den beryktade indragningsmakten formulerades, i 4 § 8 momentet. 1812 års lag kom att, med mängder av detaljändringar, gälla fram till 1949 års lag som gäller än idag. 
En väsentlig reform beträffande offentlighetsprincipen skedde 1937. Då bröts sekretessbestämmelserna ut ur tryckfrihetsförordningen och placerades i en egen s.k. sekretesslag. Denna ordning gäller fortfarande.

### 1949 års tryckfrihetsförordning
1944 tillsatte Kungl. Maj:t en utredning "angående revision av tryckfrihetslagstiftningen och därmed sammanhängande ämnen". Till ordförande för 1944 års tryckfrihetssakkunniga förordnades justitierådet Natanael Gärde. I oktober 1947 överlämnade tryckfrihetssakkunniga sitt betänkande med förslag till ny tryckfrihetsförordning (SOU 1947:60) till justitieminister Herman Zetterberg. De tryckfrihetssakkunniga gav förordningen en helt ny struktur i kapitel och man försökte också dra lärdom av de repressiva åren under andra världskriget, då justitieminister K.G. Westman bl.a. återupplivat indragningsmakten från 1812. Nyheter i lagen var t.ex. meddelarskydd och början till dagens lagstiftning om hets mot folkgrupp. 1949 års tryckfrihetsförordning trädde i kraft 1 januari 1950.

### Lista i urval över nya eller reviderade tryckfrihetsförordningar och andra författningar på området
- Kongl. Maj:ts Nådige Förordning, Angående Skrif- och Tryck-friheten. Gifwen Stockholm i Råd-Cammaren then 2. Decembr. 1766
- Genom 1772 års regeringsform upphör 1766 års förordning att gälla den 21 augusti 1772.
- Kungligt stadgande den 26 juli 1773 om skyldighet för Justitierevisionen att lämna ut vissa handlingar
- Kongl. Maj:ts Nådiga Förnyade Förordning och Påbud Angående Skrif- och Tryck-friheten Gifwen Stockholms Slott, then 26 april 1774
- Tillägg av den 3 maj 1785 till Kunglig kungörelse 6 maj 1780. Rätten att ge ut dagblad samt månads- och veckoskrifter blir beroende av konungens eller kanslikollegiets utgivna privilegier.
- Kunglig skrivelse till kanslikollegium 24 aug 1785. Ytterligare restriktioner. Indragningsmakten införs.
- Kongl. Maj:ts Nådiga Förordning Om En Allmän Skrif- och Tryck-Frihet Gifwen Drottningholms Slott den 11 Julii 1792
- 85 och 86 §§ i 1809 års regeringsform behandlar tryckfriheten och offentlighetsprincipen.
- Riksföreståndarens (hertig Karl) brev den 25 april 1809, som åter gjorde det möjligt att ge ut skrifter anonymt och i vissa situationer befriade boktryckarna från ansvar.
- Kongl. Maj:ts och Riksens Ständers Faststälde Tryckfrihets-Förordning; Dat. Stockholm Den 9 Martii 1810
- Kongl. Maj:ts och Riksens Ständers Faststälde Tryckfrihets-Förordning; Dat. Örebro den 16 Julii 1812 beslutades vid Riksdagen år 1812. Denna innebar en inskränkning av tryckfriheten.
- Riksdagen 1815: Bestämmelser om jury i tryckfrihetsmål
- Stadgande om bokhandlares ansvar i vissa fall
- Urtima riksdagen 1844–1845: Indragningsmaktens avskaffande

## Omfattning och begränsningar
Förutom regler om tryckfrihet och grundlagsskydd innehåller tryckfrihetsförordningen även regler om meddelarfrihet, meddelarskydd och om offentliga handlingar (offentlighetsprincipen). Sverige är ensamt om att ha dessa principer så detaljerat reglerade i grundlag. I till exempel USA:s konstitutions första tillägg från 1791 (Amendment I) är tryck- och yttrandefrihet reglerad genom endast en mening. Sverige var länge också ensamt om att ha offentlighetsprincip, särskilt att ha den reglerad i grundlag.
Den nu gällande tryckfrihetsförordningen inleds med en definition av tryckfrihet enligt följande.
1 kap. Om tryckfrihet
1 § Med tryckfrihet förstås varje svensk medborgares rätt att, utan några av myndighet eller annat allmänt organ i förväg lagda hinder, utgiva skrifter, att sedermera endast inför laglig domstol kunna tilltalas för deras innehåll, och att icke i annat fall kunna straffas därför, än om detta innehåll strider mot tydlig lag, given att bevara allmänt lugn, utan att återhålla allmän upplysning.
Tryckfrihetsförordningen ger inte något skydd åt den som införskaffar information med hjälp av olagliga metoder. I regeringens proposition 1975/76:204 framhålls att "det inte kan komma i fråga att privilegiera journalister eller andra som för att söka material använder sig av brott".

## Jubileum: "Fritt ord 250 år"
Under år 2016 högtidlighölls i Sverige under samordning av Kungliga biblioteket och Statens kulturråd världens äldsta tryckfrihetsförordnings 250-årsjubileum med olika aktiviteter innefattande en mängd organisationer, verksamheter och personer under samlingsnamnet "Fritt ord 250". Samtidigt firades även 25-årsjubileum för den svenska yttrandefrihetens stadgande i Sveriges grundlagar.
År 2023 utsågs Tryckfrihetsförordningen av Unesco till världsminne.